# Peugeot 308
O 308 é um modelo familiar médio da Peugeot, o sucessor do Peugeot 307. Como de tradição da marca, é o número que sucede o 307. Em 2012, o Peugeot 308 foi eleito o melhor carro do ano na Europa.
Com um baixo número de vendas no mercado brasileiro, saiu de linha de 2019, assim como o 408.

## Primeira Geração (T7, 2008–2013 na Europa)

### Projeto
Lançado como substituto do Peugeot 307 na maior parte dos mercados internacionais, o novo veículo foi baseado no chassis do antigo 307, mas com um novo desenho um pouco mais comprido e largo. Seu coeficiente de arrasto é de 0.29, e recebeu 5 estrelas no teste do Euro NCAP. Foi lançado no Brasil em 2012.
O 308 HDi detém o Recorde mundial de carro convencional com maior eficiência de combustível ainda em produção, tendo alcançado uma média de 31,94 km/l (3,13 l/100 km) em uma distância de 14.580 km.
O 308 é fabricado na França nas fábricas de Mulhouse e Sochaux. É também fabricado em Kaluga, na Rússia, para o mercado local desde 2012 e em El Palomar, na Argentina, para o mercado sul-americano desde 2012. O 307 continua em produção em vários países, em especial aqueles que preferem carros sedan, como na China.

### Estilos

#### Hatchback
O 308 é vendido como um hatchback de 5 portas, com alguns mercados vendendo modelos 3 portas. Em 2010, a Peugeot anunciou o retorno do modelo GTI (conhecido como GT no Reino Unido e no Brasil), com um motor 1.6 L turboalimentado com 200 hp.

#### Perua
Uma versão perua conceito do 308, a Peugeot 308 SW Prologue, também foi apresentada no Salão do Automóvel de Frankfurt de 2007. A versão de produção foi apresentada no 78º Salão Internacional do Automóvel de Genebra em Março de 2008 e iniciaram-se as vendas no verão (Europa) de 2008. O 308 SW (ou 308 Touring na Austrália) está disponível nas versões de 5 ou 7 assentos. O 308 SW não está disponível no Brasil.

#### Conversível
Uma versão Conversível com uma cobertura retrátil conhecida como 308 CC substituiu o Peugeot 307 CC na primavera de 2009 (Europa). O teto dobra em 20 segundos, em velocidades de até 12 km/h. Com o teto estendido, a capacidade do porta-malas é de 465 litros, sendo reduzido para 266 litros com o teto baixado.

#### Sedan
Em Setembro de 2011 a Peugeot apresentou ao mercado chinês uma versão sedan de quatro portas do 308.

## Galeria
- Primeira geração (2007-2013)
- Segunda geração (2013-2021)
- Terceira geração (2021-present)